# Francisco de Aldana
Francisco de Aldana (Regne de Nàpols, 1537 - Kasr al-Kabir, Marroc, 4 d'agost de 1578) va ser un cavaller i poeta renaixentista napolità d'origen extremeny, un dels més importants de la llengua castellana del renaixement espanyol.

## Orígens
Va néixer a Nàpols el 1537 en el si d'una família dedicada a la milícia, fill d'Antonio de Aldana, natural probablement de Guadalcanal, que va estar al servei de Cosme I de Mèdici des de 1554 fins a la seva mort, el 1570. Durant molt de temps es desconegué la filiació exacta del poeta, a causa de l'existència de diferents branques de la família que feien el seu pare també natural de les poblacions extremenyes d'Alcántara o Valencia de Alcántara. Altres teories, molt més antigues, afirmaven un origen valencià o, fins i tot tortosí.

## Vida i obres
La seva joventut la va passar a Florència, entregat a l'estudi de les llengües clàssiques i dels autors de l'antiguitat, dels quals va arribar a ser un bon coneixedor. És un dels representants del neoplatonisme en la poesia espanyola. Com a poeta, va ser tan lloat en la seva època que el van anomenar el Diví.
El seu germà Cosme va editar en dues parts (Milà, 1589; Madrid, 1591) allò que va poder trobar de la seva obra, en la qual destaquen en particular els sonets on revela el seu desengany i disgust per la vida militar que portava i expressa el seu desig de retirar-se a una vida contemplativa en soledat i en contacte amb la natura. També són importants una Faula de Faetonte en hendecasíl·labs blancs, la molt original Canción a Cristo crucificado i l'extraordinària Epístola a Arias Montano sobre la contemplación de Dios y los requisitos della (1577), en tercets encadenats, d'inspiració neoplatònica, que ha passat a totes les antologies de poesia en castellà com a obra clàssica per contingut i estil:
Pienso torcer de la común carrera
que sigue el vulgo y caminar derecho
jornada de mi patria verdadera;
entrarme en el secreto de mi pecho
y platicar en él mi interior hombre,
dó va, dó está, si vive, o qué se ha hecho.
Y porque vano error más no me asombre,
en algún alto y solitario nido
pienso enterrar mi ser, mi vida y nombre
y, como si no hubiera acá nacido,
estarme allá, cual Eco, replicando
al dulce son de Dios, del alma oído.
Admirat per Francisco de Quevedo, que va intentar editar les seves obres en el segle xvii per combatre el llenguatge culterà, Cervantes l'esmenta al costat de Boscà i de Garcilaso, i va ser reverenciat per poetes de la Generació del 27 com Luis Cernuda.

## Carrera militar
Es va consagrar a la carrera militar, que no va trigar gaire a detestar anhelant la vida contemplativa. Va combatre com a capità en la batalla de Sant Quintí i, arribant a general d'artilleria, als Terços de Flandes al servei de Fernando Álvarez de Toledo y Pimentel, el duc d'Alba, i durant el Setge de Haarlem va ser ferit en un peu per un tret d'arcabús.
Va residir a la cort dels Mèdicis a Florència, on va concloure la seva formació. Enviat per Felip II de Castella al servei de Sebastià I de Portugal, va morir juntament amb Sebastià lluitant contra els sarraïns en la batalla de Kasr al-Kabir, empresa que ell havia desaconsellat fermament al rei.

## Obres

### Sonets
- Al cielo
- Alma Venus gentil, que al tierno arquero
- ¿Cuál es la causa, mi Damón, que estando
- Cuál nunca osó mortal tan alto el vuelo
- El ímpetu cruel de mi destino
- Es tanto el bien que derramó en mi seno
- Galanio, tú sabrás que esotro día
- Hase movido, dama, una pasión
- Mil veces callo que romper deseo
- Mil veces digo, entre los brazos puesto
- Otro aquí no se ve que, frente a frente
- Por un bofetón dado a una dama
- Reconocimiento de la vanidad del mundo

### Poesies
- Carta para Arias Montano (també coneguda com a Epístola a Arias Montano)
- Pocos tercetos escritos a un amigo